# Marco Ongaro
Marco Ongaro (Verona, 26 luglio 1956) è un cantautore, poeta e scrittore italiano.

## Biografia
Attivo come autore-cantante-musicista dalla metà degli anni settanta, dopo un'esperienza d'autore e performer di musica da discoteca (con la pubblicazione di un LP e tre singoli) sotto lo pseudonimo O'gar, esordisce come cantautore con l'album AI (1987), che gli vale la Targa Tenco per la Migliore opera prima. Segue nel 1990 Sono bello dentro, nel quale si trova la canzone Artista moribondo, brano dedicato a Piero Ciampi. Dopo il terzo album come cantautore nel 1995, Certi sogni non si avverano, che contiene la canzone Spero che tu stia bene, ispirata alla morte del fratello avvenuta nel 1982, si ritira dalle scene per cinque anni per riemergere all’attività artistica solo nel 2000 scrivendo testi e musiche del disco autobiografico di Grazia De Marchi Lasciatemi vivere, cui seguirà l’album dedicato alle eroine scespiriane Shakespeariana, interpretato dalla cantante Giuliana Bergamaschi. Ongaro tornerà di nuovo a incidere con Dio è altrove nel 2002, album che contiene nella canzone Il conte Max di Genova, un ritratto del cantautore Max Manfredi con cui ha condiviso gli esordi nella canzone d'autore alla fine degli anni ottanta e cui è rimasto legato elettivamente nelle varie tappe della sua carriera.
Dai primi anni 2000 il suo lavoro si indirizza verso altri piani creativi che applicano la tecnica poetica e musicale al teatro, con testi, musiche e drammaturgie per spettacoli come Anch'io ti amo della Compagnia di Danza di Sisina Augusta con poesie raccolte nel 2002 nella silloge poetica Visto e considerato (Bonaccorso Editore). In collaborazione col compositore contemporaneo Andrea Mannucci, realizza nel 2003 il testo dell'azione multimediale Arte della fuga, confluito poi nella raccolta di racconti 2004 Fughe 1 racconti (Bonaccorso Editore) e nel 2004 passa alla commedia musicale con La cena della sposa, scritta a quattro mani in vernacolo con Nicola Dentamaro e ritornata in scena nel maggio del 2009.
È autore dei testi "Non una parola d'amore" e "C'era una volta" nell'album omonimo edito da Silent groove interpretato da Fabio Cobelli, con il quale collabora alla produzione degli album Dio è altrove, (D'autore/Azzurra Music) e Esplosioni nucleari a Los Alamos (D'autore/Azzurra Music).
Sempre in questi anni Ongaro esordisce come scrittore di poesia, narrativa e come autore di libretti d'opera con la silloge poetica Visto e considerato, in collaborazione con Massimo Rubulotta nel 2002, seguita dalla raccolta di racconti Fughe 1 nel 2004, dall'opera buffa Il cuoco fellone andata in scena nel 2004 al Teatro Nuovo di Verona e da Kiki de Montparnasse che debutta a Parigi nel 2007.
Nel contempo pubblica tre nuovi album fra cui Archivio Postumia, del 2005, registrazione di sapore jazz incisa 15 anni prima, e Anni ruggenti, del 2007, un concept album registrato insieme alla Storyville Jazz Band e dedicato interamente agli anni del proibizionismo. Nel 2008 è di nuovo drammaturgo e autore delle musiche di Andata/Ritorno/Andata su progetto di Jana Balkan per il Teatro Scientifico di Verona, con la regia di Walter Manfrè.
Nel 2009 va in scena al Teatro Nuovo di Verona lo spettacolo multimediale L'alba delle Libertà - Riflessione teatrale sulla Costituzione, scritto per l'Università di Verona con musiche originali di Vittorio De Scalzi e sue, premiato con la Medaglia della Presidenza della Repubblica dall’allora Presidente Giorgio Napolitano.
Il 2010 vede l'uscita dell'ottavo album Canzoni per adulti, che riceverà l’anno successivo il Premio Lunezia per la "Canzone d'Autore" e il Premio Lo Cascio, e la pubblicazione della pièce teatrale Il supplizio di Don Giovanni.
Il 10 febbraio 2011 debutta all'Eglise Réformée des Batignolles a Parigi l'opera tragica in un atto Moro, ispirata alla prigionia e morte di Aldo Moro, su libretto di Marco Ongaro e musica di Andrea Mannucci. La prima italiana è presso la Cattedrale di Verona su invito del vescovo per aprire la Quaresima. Ongaro prosegue l’attività di librettista con i melologhi Novembre dei vivi e Homunculus, su musica di Andrea Mannucci, e Il bestiario di Ginevra, su musica di Andrea Battistoni. Torna al teatro nel 2015 con 1915-1918 Lettere d'amore dal fronte e alla lirica contemporanea con l’"atto informatico" Il Computer.
Nel giugno 2011 Kiki. La modella, biografia italiana di Kiki de Montparnasse e affresco degli Anni Folli parigini tra bohème e arte moderna rappresenta il suo esordio ufficiale nella saggistica. Seguono nel 2014 il pamphlet Elogio della puntualità in collaborazione con Andrea Battista e nel 2015 il ritratto biografico Psicovita di Niki de Saint Phalle.
Nel maggio 2016 la pubblicazione Libretti musicali raccoglie il libretto d'opera Il Computer, il melologo Esopo suite e l'atto unico per danzatori seriali Lavanderia Warhol, mentre a ottobre esce il nono album da cantautore intitolato Voce.
Torna alla saggistica nel 2017 con Elogio dello snob, pamphlet che analizza e ripercorre le tensioni culturali tra le classi sociali. Nel maggio 2018 pubblica insieme a Fabrizio Mastrorocco Manuale poco pratico di scrittura creativa, una raccolta di riassunti delle lezioni tenute per il corso biennale di scrittura creativa che tiene dal 2006 presso il Teatro Stabile di Verona. In ottobre il decimo album vede la luce sotto il titolo Il fantasma baciatore, cui segue in dicembre il saggio Guida ai Grandi Aforisti, un'antologia di 22 aforisti occidentali che hanno segnato l'evoluzione del pensiero culturale tra Ottocento e Novecento.
Il 2019 lo vede ancora librettista d'opera per il compositore Andrea Mannucci e in maggio debutta al XII Festival del Ned Ensemble il Trittico dello smartphone che discende idealmente da Il Computer del 2015 ed è composto dai tre atti unici minimali: Amor ch’a nullo amato, Believe me e Mi piace. Nel settembre 2019 l'editore Bonaccorso pubblica il libretto del Trittico.
Il 27 settembre 2019 Ongaro torna alla canzone d'autore pubblicando il singolo Hotel Bella Italia, una traduzione dal celeberrimo brano degli Eagles Hotel California (singolo), di cui modifica titolo e corrispondente ritornello per adattarli alla versione italiana. Nel dicembre dello stesso anno, pubblica il terzo elogio della sua carriera di saggista, Elogio della borghesia, un pamphlet in cui descrive le nove qualità cardinali della classe borghese in una sorta di elegia per un ceto forse in estinzione.
Il 15 giugno 2020, prima rappresentazione del Veneto in occasione della riapertura dei teatri dopo la chiusura causata dall'emergenza sanitaria dei mesi precedenti, va in scena Il muro trasparente. Delirio di un tennista sentimentale. Uno spettacolo teatrale di Marco Ongaro e Paolo Valerio, con Paolo Valerio come unico interprete, messo in scena dal Teatro Stabile di Verona - Centro di Produzione Teatrale. Rappresentazione incentrata su un muro trasparente in plexiglas, il muro dei tempi del coronavirus, su cui un tennista palleggia, pensando e raccontando, solo di fronte a se stesso. Nel settembre successivo Bonaccorso Editore ne pubblica il testo nella sua collana di teatro.
Nel giugno 2021 presenta al Teatro Nuovo di Verona il Manuale quasi pratico di scrittura teatrale, redatto a quattro mani con Fabrizio Mastrorocco, secondo testo sul tema della scrittura risultante dai corsi tenuti alla Scuola di teatro del Teatro Stabile di Verona. Sempre nel 2021, nel mese di novembre, dà alle stampe Un poeta può nasconderne un altro - Il senso per la parola di Serge Gainsbourg: un viaggio nella vita del poliedrico artista attraverso l'approfondita analisi, soprattutto musicale, della sua opera.
Il 5 dicembre dello stesso anno debutta al 58º Festival di Nuova Consonanza, Mattatoio - La Pelanda di Roma, la suite sentimentale per quintetto con pianoforte 7 Parole di Andrea Mannucci su testo fantasma di Marco Ongaro. 
Il 25 marzo 2022 pubblica l'undicesimo album di inediti, intitolato Solitari, dodici tracce con la produzione di Gandalf Boschini e il sostegno musicale della band prog-rock dei Logos. La raccolta, secondo Max Casali su L'isola che non c'era, "snoda un reticolato di visioni, incursioni descrittive tra antico e moderno, tra capricci di cuore e trattati ellenici d’avanguardia in una ri(e)sultanza d’intenti ben definiti, sempre con l’inconfondibile griffe dell’eleganza intellettiva e la concretezza di un autore prezioso per la musica italiana".
Nel novembre 2022 pubblica insieme a Fabrizio Mastrorocco il terzo manuale di scrittura creativa scaturito dai suoi corsi al Teatro Stabile di Verona, intitolato Il romanzo nel cassetto - 100 consigli per aspiranti narratori. Nel dicembre dello stesso anno riceve il premio CartaCanta per il volume su Gainsbourg come miglior libro musicale dell'anno, con la motivazione: "Con competenza e senso della misura, il libro di Marco Ongaro sottrae Serge Gainsbourg al destino minore e quasi caricaturale che si è ritrovato ad avere in Italia. Ongaro dosa saggiamente biografia e analisi di un aspetto fondamentale dell'opera di Gainsbourg. Il suo ritratto dell'artista sfugge al rischio di inseguire un'impossibile e forse inutile esaustività enciclopedica, ma segna in modo chiarissimo un sentiero che finalmente può portare anche il lettore italiano a capire perché Gainsbourg sia una figura di riferimento culturale e sociale per la Francia del XX Secolo". Il 28 settembre dello stesso anno va in scena al Teatro Bibiena di Mantova, per il Festival della bellezza, Serge Gainsbourg – Un poeta può nasconderne un altro lezione – concerto con canzoni in lingua originale di Serge Gainsbourg e alcune tradotte dallo stesso Marco Ongaro.
Nel febbraio 2024 pubblica il dodicesimo album di inediti, intitolato La spia che ti amava, con la produzione di Gandalf Boschini e il sostegno musicale della band Le Cifre. Un viaggio emozionale attraverso i molteplici modi in cui l’amore si manifesta. Undici tracce nelle quali la vena creativa di Marco Ongaro declina la passione e i sentimenti in un riassunto tematico dell’intera sua produzione, con temi ricorrenti e suoni legati alla storia del rock. Il tutto tradotto in testi che esplorano le complesse dinamiche sentimentali umane.
Dal 2001 collabora alla produzione letteraria di Pascal Schembri, che nel 2011 pubblica il libro Cronaca di una beffa editoriale, storia della loro collaborazione.

## Discografia

### Album in studio
- 1987 – AI (Rossodisera)
- 1990 – Sono bello dentro (Rossodisera/BMG)
- 1995 – Certi sogni non si avverano (Rossodisera/Roma)
- 2002 – Dio è altrove (D'autore/Azzurra Music)
- 2004 – Esplosioni nucleari a Los Alamos (D'autore/Azzurra Music)
- 2005 – Archivio Postumia (Rossodisera)
- 2007 – Anni ruggenti, (D'autore/Azzurra Music)
- 2010 – Canzoni per adulti (Freecom)
- 2016 – Voce (D'autore/Azzurra Music)
- 2018 – Il fantasma baciatore (D'autore/Azzurra Music)
- 2019 – Hotel Bella Italia (D'autore/Azzurra Music) - singolo
- 2022 – Solitari (Vrec/Andromeda Relix)
- 2024 – La spia che ti amava (Long Digital Playing)

### Collaborazioni
- 1990 – Te lo faccio vedere chi sono io  Gli amici cantano Ciampi (Blu)
- 1991 – Accidenti! - Dodi Moscati (Rossodisera-Emi)[34]
- 1995 – Inciampando Omaggio a Piero Ciampi (Il vino)
- 1992 – Maledetti amici - Pino Pavone (interbeat/warner)
- 2008 – Bardocî Omaggio a Sergio Bardotti (Tenco/Alabianca)
- 2008 – Pan Brumisti Quelle piccole cose (Tenco/Alabianca)
- 2010 – Piero Ciampi Live - E continuo a cantare (Tenco/ Promo Music)
- 2011 – Vittorio De Scalzi – Gli occhi del mondo

### Album scritti per altri artisti
- 2000 – Lasciatemi vivere per Grazia De Marchi (Rossodisera/Emi)
- 2001 – Shakespeariana per Giuliana Bergamaschi (Rossodisera/SonyMusic)
- 2003 – Sporco Mondo per Grazia De Marchi-Calicanto (D'autore/Azzurra Music)

## Pubblicazioni letterarie
- 2002 Visto e considerato (Bonaccorso Editore)
- 2004 Fughe 1 racconti (Bonaccorso Editore)
- 2005 Il cuoco fellone (opera buffa in due atti) (Bonaccorso Editore)
- 2007 Per non dimenticare (Bonaccorso Editore)
- 2007 Kiki de Montparnasse (opera in un atto) (Bonaccorso Editore)
- 2010 Il supplizio di Don Giovanni (Bonaccorso Editore)
- 2010 Andata/Ritorno/Andata (Bonaccorso Editore)
- 2011 Moro - Opera tragica in un atto (Bonaccorso Editore)
- 2011 Kiki - La modella (edizioniAnordest)
- 2012 Due Melologhi (Bonaccorso Editore)
- 2014 Elogio della puntualità (Giubilei Regnani)
- 2015 Psicovita di Niki de Saint Phalle (Historica)
- 2016 Libretti musicali (Bonaccorso Editore)
- 2017 Elogio dello snob (Historica)
- 2018 Manuale poco pratico di scrittura creativa (Historica)
- 2018 Guida ai Grandi Aforisti (Odoya)
- 2019 Trittico dello Smartphone (Bonaccorso Editore)
- 2019 Elogio della borghesia (Historica)
- 2020 Il muro trasparente - Delirio di un tennista sentimentale (Bonaccorso Editore)
- 2021 Manuale quasi pratico di scrittura teatrale (Historica)
- 2021 Un poeta può nasconderne un altro - Il senso per la parola di Serge Gainsbourg (Caissa Italia Editore)
- 2022 Il romanzo nel cassetto - 100 consigli per aspiranti narratori (Historica)

## Riconoscimenti
- 1987 Targa Tenco per la miglior Opera Prima
- 2007  Premio Lunezia DOC. per la qualità musical-letteraria della carriera
- 2011  Premio Lunezia Canzone d'autore. per l'album Canzoni per adulti[35]
- 2011 Premio Giorgio Lo Cascio alla Canzone d'Autore[36]
- 2022 Premio CartaCanta al Miglior libro musicale per Un poeta può nasconderne un altro - Il senso per la parola di Serge Gainsbourg.